# Rathdrum (stacja kolejowa)
Rathdrum (ang: Rathdrum railway station, irl: Stáisiún Ráth Droma) – stacja kolejowa w miejscowości Rathdrum, w hrabstwie Wicklow, w Irlandii. Znajduje się na Dublin to Rosslare Line. 
Stacja jest zarządzana i obsługiwana przez Iarnród Éireann.

## Linie kolejowe
- Dublin to Rosslare Line